# Bundestagswahlkreis Olpe – Meschede
Der Bundestagswahlkreis Olpe – Meschede war von 1949 bis 1980 ein Wahlkreis in Nordrhein-Westfalen. Er umfasste den Kreis Olpe und den ehemaligen Kreis Meschede. Das Gebiet des Wahlkreises wurde 1980 zum größten Teil auf die neuen Wahlkreise Hochsauerlandkreis und Olpe – Siegen-Wittgenstein II aufgeteilt. Der Wahlkreis Olpe – Meschede wurde stets von Kandidaten der CDU gewonnen, zuletzt von Willi Weiskirch. 

## Wahlkreissieger
| Wahl | Name            | Partei | Erststimmen |
| ---- | --------------- | ------ | ----------- |
| 1976 | Willi Weiskirch | CDU    | 65,4 %      |
| 1972 | Otto Entrup     | CDU    | 63,1 %      |
| 1969 | Franz Lenze     | CDU    | 64,3 %      |
| 1965 | Franz Lenze     | CDU    | 68,9 %      |
| 1961 | Franz Lenze     | CDU    | 70,8 %      |
| 1957 | Franz Lenze     | CDU    | 74,0 %      |
| 1953 | Franz Lenze     | CDU    | 72,9 %      |
| 1949 | Hermann Ehren   | CDU    | 55,5 %      |

## Wahlkreisgeschichte
| Wahl      | Wahlkreisname       | Gebiet                     |
| --------- | ------------------- | -------------------------- |
| 1949      | 62 Meschede – Olpe  | Kreis Meschede, Kreis Olpe |
| 1953–1961 | 121 Meschede – Olpe | Kreis Meschede, Kreis Olpe |
| 1965–1976 | 121 Olpe – Meschede | Kreis Meschede, Kreis Olpe |